# Théorème de de Rham
En mathématiques, plus spécifiquement en géométrie différentielle, le théorème de de Rham affirme que l'homomorphisme d'anneaux de la cohomologie de de Rham vers la cohomologie singulière donnée par intégration est un isomorphisme.
Le lemme de Poincaré implique que la cohomologie de de Rham est la cohomologie des faisceaux ayant pour faisceau constant l'ensemble R des nombres réels. En conséquence, la cohomologie de de Rham est isomorphe en tant que groupe à la cohomologie singulière.
Le théorème de de Rham est un énoncé plus fort, puisqu'il énonce que ce morphisme est un morphisme d'anneaux entre les deux cohomologies. ; Cela témoigne des forts liens qui existent entre l'analyse et la topologie.

## Énoncé
Le théorème repose essentiellement sur la construction de l'homomorphisme de de Rham.
Soit M une variété et k l'application 
{\displaystyle k:\Omega ^{p}(M)\to S_{{\mathcal {C}}^{\infty }}^{p}(M)}
de l'espace des p-formes différentielles à l'espace des p-cochaînes singulières données par
{\displaystyle \omega \mapsto \left(\sigma \mapsto \int _{\sigma }\omega \right).}
La formule de Stokes nous indique que {\displaystyle k\circ d=\partial \circ k} ; c'est-à-dire que {\displaystyle k} est une application de chaînes qui induit le morphisme suivant :
{\displaystyle [k]:\operatorname {H} _{\textrm {deRham}}^{*}(M)\to \operatorname {H} _{\mathrm {sing} }^{*}(M)}
où les cohomologies H* sont les cohomologies de {\displaystyle \Omega ^{*}(M)} et {\displaystyle S_{{\mathcal {C}}^{\infty }}^{*}(M)}, respectivement.
Le théorème énonce que le morphisme induit {\displaystyle [k]}, appelé homomorphisme de de Rham  est  non seulement un homomorphisme d'anneaux, mais également un isomorphisme (c'est-à-dire une bijection).

### Variantes
Une variante du théorème, due à André Weil  précise que la cohomologie de Rham de M est isomorphe en tant qu'anneau avec la cohomologie de Čech de celui-ci,.
Il existe également une version du théorème pour l'homologie singulière au lieu de la cohomologie singulière. Ainsi, l'application 
{\displaystyle (\omega ,\sigma )\mapsto \int _{\sigma }\omega }
induit un appariement parfait entre la cohomologie de Rham et l'homologie singulière ; autrement dit, l'application,
{\displaystyle \operatorname {H} _{\mathrm {deRham} }^{*}(M)\to \operatorname {H} _{*}^{\mathrm {sing} }(M)^{*},\,[\omega ]\mapsto \left([\sigma ]\mapsto \int _{\sigma }\omega \right)}
est un isomorphisme d'espaces vectoriels.
Ce théorème a pour conséquence la propriété suivante que l'on rencontre en analyse : une forme différentielle fermée est exacte si et seulement si toute intégrale sur un cycle quelconque est nulle. Dans le cas particulier des 1-formes, cela signifie qu'une 1-forme fermée {\displaystyle \omega } est exacte (c'est-à-dire dérive d'un potentiel) si et seulement si l'intégrale {\displaystyle \int _{\gamma }\omega } est indépendante du chemin {\displaystyle \gamma }.
Il existe également une version du théorème portant sur les courants, affirmant que la cohomologie singulière est isomorphe à la cohomologie du complexe de courants.
Cette version est plus faible, car l'isomorphisme n'est pas un homomorphisme d'anneau, l'espace des courants n'étant pas pourvu d'une multiplication, on ne peut y définir une structure d'anneau.